# Andi Mankolek
Andi Mankolek ou Andi Mankollek (arabe : عندي ما نقلك) est une émission télévisée, version tunisienne de l'émission française Y'a que la vérité qui compte.
L'émission apparaît dans l'un des épisodes de la série Casting.

## Historique
Animée par Ala Chebbi, elle est diffusée sur Tunisie 7 puis sur Ettounsiya TV et El Hiwar El Tounsi.
En 2018, Abderrazek Chebbi remplace son frère à la présentation alors que l'émission passe sur Attessia TV.

## Principe
Des anonymes invitent des proches sur le plateau pour leur faire une déclaration importante. Le proche invité (mis au courant et pris en main par un messager de l'émission) n'a aucune idée de la raison de son invitation, ni de la personne qui souhaite lui parler, avant d'entrer sur le plateau. À ce moment, les deux proches sont séparés par un rideau et ne peuvent se voir que par l'intermédiaire de deux écrans de télévision. Cela permet à l'invité de connaître la personne qui a souhaité le rencontrer ; il ne tient alors qu'à lui de décider s'il veut bien lui parler ou non. Si c'est le cas, le rideau s'ouvre et l'invité peut connaître la raison de sa présence sur le plateau (déclaration d'amour, retrouvailles, etc.).

## Polémiques
Le 27 février 2014, la Haute Autorité indépendante de la communication audiovisuelle (HAICA) suspend l'émission pendant un mois et condamne Ettounsiya TV à une amende de 200 000 dinars pour atteinte à la vie privée et à la dignité d'une personne.
Le 19 octobre 2016, la HAICA décide une nouvelle suspension de trois mois après un scandale lié à la manière dont a été traité cinq jours plus tôt le drame d'une mineure violée par trois de ses proches : l'animateur fait en effet porter à l’enfant la responsabilité de ce qui s’est passé et l'appelle à se marier avec son violeur,.